# Ludwig von La Chevallerie
Karl August Ludwig von La Chevallerie (* 19. Oktober 1813 in Karlsruhe; † 6. März 1884 in Zohlen, Kreis Preußisch Eylau) war ein preußischer Generalmajor.

## Leben

### Herkunft
Ludwig entstammte dem ursprünglich in Frankreich ansässigen Geschlecht derer Chevallerie. Er war der Sohn von August von La Chevallerie (1776–1848) und dessen zweiter Ehefrau Luise, geborene Freiin von Breitschwerdt (1789–1829) aus dem Hause Ehningen. Sein Vater war preußischer Oberst a. D. sowie Ritter des Eisernen Kreuzes und des Johanniterordens.

### Militärkarriere
Chevallerie trat am 19. Oktober 1830 als Dreijährig-Freiwilliger in das 3. Infanterie-Regiment der Preußischen Armee ein. Nachdem er am 17. Februar 1833 zum Sekondeleutnant befördert worden war, folgte im Oktober 1836 seine Kommandierung zur Allgemeinen Kriegsschule. Ab 1. Oktober 1838 war Chevallerie Lehrer an der Divisionsschule der 1. Division und wurde von hier am 27. Oktober 1839 als Erzieher zum Kadettenhaus Kulm kommandiert. Dort rettete er einen Kadetten unter Einsatz seines Lebens vor dem Ertrinken. Dafür wurde Chevallerie am 26. Januar 1841 mit der Rettungsmedaille am Band ausgezeichnet. Ab 11. Juli 1843 war er Lehrer am Kadettenhaus und wurde als solcher am 9. April 1846 zum Premierleutnant befördert. Im September 1850 trat er in den Truppendienst zurück und wurde in das 4. Infanterie-Regiment versetzt. Hier versah Chevallerie bis 1866 seinen Dienst. Zunächst wurde er am 24. Oktober 1850 Hauptmann und Kompaniechef, am 11. September 1858 Major und im Juni 1859 Bataillonskommandeur sowie schließlich am 17. März 1869 Oberstleutnant. Als solcher wurde Chevallerie am 4. Januar 1866 unter Stellung à la suite in das 7. Ostpreußische Infanterie-Regiment Nr. 44 versetzt und mit der Führung des Regiments beauftragt. Am 3. April 1866 erfolgte seine Ernennung zum Regimentskommandeur und zwei Monate später die Beförderung zum Oberst. Als solcher nahm er mit seinem Regiment am kurz darauf beginnenden Deutschen Krieg teil. Er kämpfte bei Trautenau sowie Königgrätz und bewährte sich besonders als Avantgardenführer bei Tobitschau. Dafür erhielt er am 20. September 1866 den Kronenorden III. Klasse mit Schwertern.
Chevallerie gab das Regiment am 8. Januar 1868 unter Stellung à la suite ab und wurde Kommandant von Kolberg. In dieser Stellung erhielt er am 26. Juli 1870 den Charakter als Generalmajor. Unter Verleihung des Patents seines Dienstgrades wurde Chevallerie am 15. August 1871 zu den Offizieren von der Armee versetzt und gleichzeitig zum Kommandeur der stellvertretenden 7. Infanterie-Brigade ernannt. Am 22. Februar 1873 wurde er dann mit Pension zur Disposition gestellt unter Verleihung des Roten Adlerordens II. Klasse mit Eichenlaub.
Chevallerie war außerdem Ritter des Johanniterordens.

### Familie
Chevallerie verheiratete sich am 10. April 1844 in Groß Borken, Kreis Ortelsburg mit Ida von Berg (1820–1893). Aus der Ehe gingen zwölf Kinder hervor, darunter:
- Ida (* 1846) ⚭ 1882 Karl Theodor Alexander Philipp von Dörnberg (* 1825), Geheimer Regierungsrat[2]
- Agathe (* 1848)
- Marie (1854–1887) ⚭ Friedrich von der Trenck (1841–1908), Major a. D., Sohn des preußischen Generalleutnants Wilhelm von der Trenck
- Siegfried (1860–1950), deutscher General der Artillerie ⚭ Mechela Agnes von Lettow-Vorbeck (1868–1941)
- Asta (* 1852)
- Gertrud (* 1863)